# Cierno-Żabieniec
Cierno-Żabieniec – wieś w Polsce położona w województwie świętokrzyskim, w powiecie jędrzejowskim, w gminie Nagłowice.
W latach 1975–1998 miejscowość administracyjnie należała do województwa kieleckiego.
Wieś odnotowana już w 1136 r. w bulli gnieźnieńskiej.
Przez wieś przechodzi  niebieska ścieżka rowerowa do Popowic.

## Części wsi
| SIMC    | Nazwa             | Rodzaj    |
| ------- | ----------------- | --------- |
| 0254692 | Cierno Plebańskie | część wsi |
| 0254700 | Cierno Poduchowne | część wsi |
| 0254746 | Korea             | kolonia   |

## Historia
Wieś powstała z podziału Cierna, dawniej „Czyerno”, wsi parafialnej w powiecie jędrzejowskim, nad rzeką Nidą, w gminie Prząsław, posiada kościół murowany pod wezwaniem świętych Jakuba i Marcina.
W 1880 należy do margrabiów Wielopolskich.
Wieś i parafia były w XV i XVI wieku przedmiotem długich sporów pomiędzy archidiecezją gnieźnieńską a biskupstwem krakowskim. Łaski (w Liber Beneficiorum s.576) zalicza je do dekanatu kurzelowskiego, archidiecezji gnieźnieńskiej, natomiast Długosz w spisie funduszów diecezji krakowskiej (Długosz L.B. T.II) i przywodzi, że parafia podlega władzy biskupa krakowskiego. Powodem sporu była, jak się zdaje okoliczność, że grunta i łąki Cierna położone są po obydwu stronach rzeki Nidy, rozgraniczającej wówczas jurysdykcję kościelną Gniezna i Krakowa.
Według Łaskiego kościół tutejszy przeniesiony był ze wsi sąsiedniej Zdanowice, co stało się zapewne w XII lub XIII wieku. Tenże Łaski przywodzi, iż proboszczów mianuje czasem opat jędrzejowski wraz ze zgromadzeniem cystersów, niekiedy zaś naznacza ich stolica apostolska.
Około roku 1825 był tu proboszczem ksiądz Walczyński, późniejszy senator rzeczypospolitej krakowskiej. Parafia Cierno dekanatu jędrzejowskiego liczyła w roku 1880 – 1552 dusz.
W roku 1827 spis wykazał 35 domów 384 mieszkańców.
Spis powszechny z roku 1921 wykazał:
Cierno leśniczówka – 1 dom i 6 mieszkańców
Cierno folwark – 4 domy i 117 mieszkańców
Cierno wieś – 128 domów i 848 mieszkańców.

## Zabytki

### Kościół pw. św. Marcina i św. Jakuba
Największym zabytkiem wsi jest kościół pw. św. Marcina i św. Jakuba. Wybudowany w 1595 r. kosztem opata cystersów jędrzejowskich. Kościół był wiele razy przebudowywany: w 1627 r. przez biskupa chełmińskiego Remigiusza Koniecpolskiego, następnie po pożarze w 1772 r. przez ks. Bonifacego Krzepczyńskiego oraz w latach 1983–1987.
Wpisany do rejestru zabytków nieruchomych (nr rej.: A.118 z 23.06.1967).
Budynek świątyni jest murowany na planie krzyża, tynkowany. Nawa dwuprzęsłowa, z prostokątnym prezbiterium i dwiema kwadratowymi kaplicami po jej bokach pochodzącymi z połowy XVIII wieku. Główny ołtarz późnobarokowy, w centralnej części obraz Matki Bożej z Dzieciątkiem, pochodzący prawdopodobnie z XVII wieku.
W kościele znajdują się obrazy bł. Wincentego Kadłubka i św. Mikołaja z XVIII wieku oraz epitafia marmurowe z XIX wieku.

### Park dworski
Park dworski Żabieniec z I poł. XIX w. (nr rej.: A.119 z 6.12.1957 i z 26.04.1977).